# Afroblemma thorelli
Afroblemma thorelli är en spindelart som först beskrevs av Paolo Marcello Brignoli 1974.  Afroblemma thorelli ingår i släktet Afroblemma och familjen Tetrablemmidae. "Arten förekommer i Angola och Tanzania. Utöver nominatformen finns också underarten A. t. maniema.